# Urfjelldokka
Das Urfjelldokka ist ein breites und vereistes Tal im ostantarktischen Königin-Maud-Land. Es liegt zwischen den Kliffs des Urfjell und dem Felssporn Skappelnabben entlang der Kirwanveggen in der Maudheimvidda.
Norwegische Kartografen kartierten das Tal anhand von Vermessungen und Luftaufnahmen der Norwegisch-Britisch-Schwedischen Antarktisexpedition (1949–1952) und Luftaufnahmen der Dritten Norwegischen Antarktisexpedition (1956–1960). Die Benennung lehnt sich an diejenige des Urfjell an.